# Arndt Siemerding
Arndt Siemerding (Hannoverscher Bürger seit 1547/48; † zwischen dem 22. November 1565 und 28. August 1566) war ein deutscher Bildhauer und früher Vertreter der Renaissance in Hannover.

## Familie
Siemerding war Teil einer hannoverschen Handwerker- und Künstlerfamilie im 16. bis 18. Jahrhundert, unter denen sich Goldschmiede, Bildnismaler, Maurer und Tischler befanden. Er war der Urgroßvater von Adrian Siemerding, der Goldschmied Jürgen Siemerding war folglich sein Sohn, da dieser als Großvater von Adrian benannt wird.

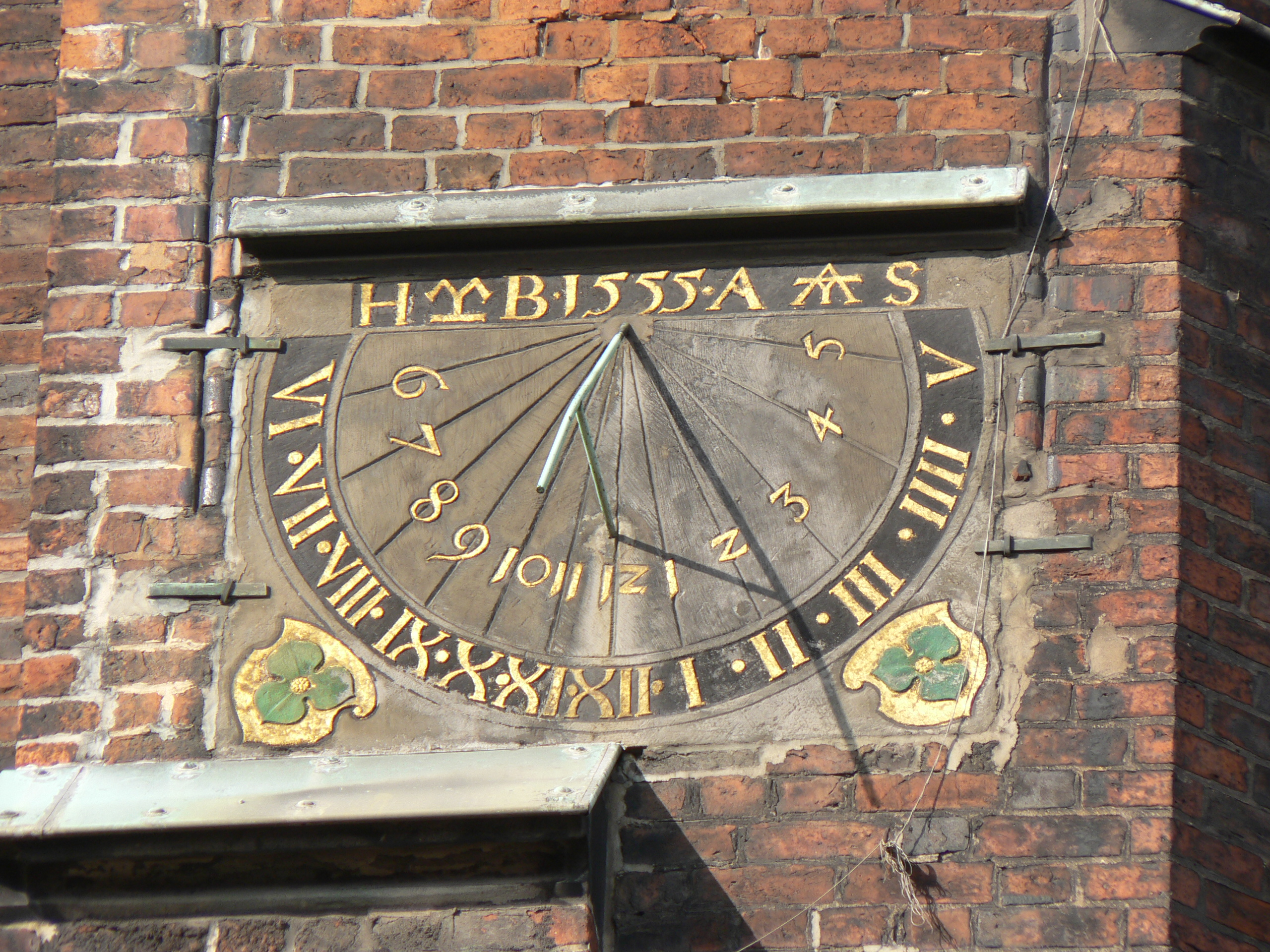
Die Sonnenuhr von 1555 an der Marktkirche mit den Initialen von Hans Bünting und Arndt Siemerding

## Werke
Von Arndt Siemerding sind die folgenden Werke erhalten:
- Reste des Piepenborns[3] (Marktbrunnens) von 1551 im Historischen Museum am Hohen Ufer
- Sonnenuhr (Goldschmied: Hans Bünting) von 1555 am südöstlichen Treppenturm der Marktkirche in Hannover
- Epitaph von Jürgen Idensen († 1557) ehemals in der Nikolaikapelle, später in die nördliche Chorkapelle der Marktkirche versetzt[4][5]